# 高知競馬場
高知競馬場（日语：高知競馬場）是位於日本高知縣高知市的競馬場。此競馬場由隸屬地方競馬的高知縣競馬組合管理，可容納15,000個觀衆。

## 歷史
1985年4月，高知競馬場正式開始啟用，亦為舊高知競馬場關閉後再次有競馬場於四國地區舉辦賽馬。
2003年，由於競賽馬匹春麗的話題於日本馬迷間廣為流傳，因而高知競馬場亦因為受到更多關注。
2008年，開始試行黃昏賽事，同年亦和兵庫縣競馬組合及福山市競馬事務局合作，舉行更多地區交流賽事。
2013年，由於春麗帶來的熱潮逐漸退去導致投注額開始下降，高知競馬場面臨財政緊絀的問題，為解決有關的問題，高知縣競馬組合決定進行財政改革。
2016年，因財政改革成效顯著，本年度開始逐漸提升賽事獎金，其後投注額亦年每上升，最終成功擺脱赤字的問題。
2021年，因為投注額不斷增加的因素使高知競馬場「復活」，因而被NHK綜合頻道節目《逆轉人生》介紹有關事蹟。

## 跑道
泥地跑道全場1100.0米，闊度24米，直路200米。

### 賽事距離
泥地跑道：800米、1300米、1400米、1600米、1800米、1900米、2400米

### 賽道記錄

#### 泥地
| 距離   | 時間   | 馬匹          | 性齡 | 負重 | 騎師     | 練馬師   | 紀錄創造日 | 賽事級別 | 賽事名稱        |
| ------ | ------ | ------------- | ---- | ---- | -------- | -------- | ---------- | -------- | --------------- |
| 800米  | 0:47.8 | Seiyu Romance | 雌4  | 54   | 山崎雅由 | 工藤真司 | 30/6/2018  |          | 小優妃嘉1歲特別 |
| 1300米 | 1:20.2 | Memory Catch  | 雄8  | 54   | 赤岡修次 | 工藤英嗣 | 12/7/1997  |          | 橫浪特別        |
| 1400米 | 1:26.0 | Theseus Frise | 雄7  | 56   | 的場均   | 新關力   | 22/3/1999  | 地方GIII | 黑船賞          |
| 1600米 | 1:40.9 | Duke Wayne    | 雄8  | 53   | 倉兼育康 | 松下博昭 | 15/1/2000  |          | 報春花賞        |
| 1800米 | 1:54.9 | Maruka Ikkyu  | 雄6  | 56   | 德留康豐 | 松岡利男 | 17/11/1997 |          | 雪待月特別      |
| 1900米 | 2:01.7 | Bridge Teio   | 雄9  | 54   | 中越豐廣 | 松下博昭 | 28/2/1999  |          | 龍河洞特別      |
| 2400米 | 2:36.9 | Maruka Ikkyu  | 雄7  | 57   | 鷹野宏史 | 松岡利男 | 4/1/1998   |          | 高知縣知事賞    |

## 交通
從南播磨屋橋巴士站乘搭土佐電交通巴士南新市鎮線往南新市鎮方向於競馬場前巴士站下車。
在賽事舉行期間，亦有免費穿梭巴士連接四國旅客鐵道高知站及競馬場。

## 主要賽事

### 日本三級賽
黑船賞（黒船賞），泥地1400米，4歲及以上。

### 高知重賞
黑潮青年冠軍賽（黒潮ジュニアチャンピオンシップ），泥地1400米，2歲高知出道馬。
金之鞍賞（金の鞍賞），泥地1400米，2歲高知所屬馬。
高知未來之星錦標（ネクストスター高知），泥地1400米，2歲高知所屬馬。
高知優駿（高知優駿），泥地1900米，3歲地方所屬馬。
黑潮皋月賞（黒潮皐月賞），泥地1400米，3歲高知所屬馬。
黑潮菊花賞（黒潮菊花賞），泥地1900米，3歲高知所屬馬。
土佐秋月賞（土佐秋月賞），泥地1600米，3歲高知所屬馬。
土佐春花賞（土佐春花賞），泥地1300米，3歲高知所屬馬。
雷鳴賞（トレノ賞），泥地1300米，3歲或以上高知所屬馬。
建依別賞（建依別賞），泥地1400米，3歲或以上高知所屬馬。
珊瑚冠賞（珊瑚冠賞），泥地1900米，3歲或以上高知所屬馬。
黑潮一哩冠軍賽（黒潮マイルチャンピオンシップ），泥地1600米，3歲或以上高知所屬馬。
高知縣知事賞（高知県知事賞），泥地2400米，3歲或以上高知所屬馬。
黑潮短途盃（黒潮スプリンターズカップ），泥地1300米，4歲或以上地方所屬馬。
冬之女王賞（レジーナディンヴェルノ賞），泥地1900米，4歲或以上地方所屬雌馬。
二十四萬石賞（二十四万石賞），泥地1800米，4歲或以上高知所屬馬。
福永洋一紀念（福永洋一記念），泥地1600米，4歲或以上高知所屬馬。
大高坂賞（大高坂賞），泥地1400米，4歲或以上高知所屬馬。
不倒翁夕陽賞（だるま夕日賞），泥地1600米，4歲或以上高知所屬馬。
御廚人窟賞（御厨人窟賞），泥地1400米，4歲或以上高知所屬馬。

#### 由各競馬場輪流舉辦之賽事
西日本未來之星錦標（ネクストスター西日本），3歲高知、佐賀、兵庫所屬馬，計劃舉辦但未知年份。
西日本打吡（西日本ダービー），泥地1900米，3歲高知、佐賀、兵庫、東海、石川所屬馬，2019年舉辦。

## 外部連結
- 维基共享资源上的相關多媒體資源：高知競馬場
- 高知縣競馬組合 （页面存档备份，存于）

33°30′11.5″N 133°31′50″E / 33.503194°N 133.53056°E